# Dendrophilus californicus
Dendrophilus californicus es una especie de coleóptero de la familia Histeridae.

## Distribución geográfica
Habita en América del Norte.